# Hadrodactylus flavifrons
Hadrodactylus flavifrons är en stekelart som först beskrevs av Fabricius 1798.  Hadrodactylus flavifrons ingår i släktet Hadrodactylus och familjen brokparasitsteklar. Arten är reproducerande i Sverige. Inga underarter finns listade i Catalogue of Life.